# 2021–2022-es osztrák labdarúgó-bajnokság (első osztály)
A 2021–2022-es osztrák Bundesliga (szponzorált nevén Admiral Bundesliga) az osztrák labdarúgó-bajnokság legmagasabb osztályának 110. alkalommal megrendezett bajnoki éve. A címvédő a Red Bull Salzburg, a szezont tizenkét csapat részvételével rendezik meg.

## Csapatok

### Változások az előző szezonhoz képest
A Blau-Weiß Linz a 2020–2021-es másodosztályú bajnokság győzteseként nem jutott fel, miután nem kapta meg az induláshoz való licencet, a második helyezett Liefering pedig a Red Bull Salzburg ifjúsági csapata és ezért nem indulhatott az élvonalba. Az Austria Klagenfurt jutott így fel. A St. Pölten csapata esett ki a másodosztályba.

### Résztvevő csapatok
| Csapat                | Székhely         | Stadion              | Befogadóképesség |
| --------------------- | ---------------- | -------------------- | ---------------- |
| Admira Wacker Mödling | Maria Enzersdorf | BSFZ-Arena           | 7,000            |
| SK Austria Klagenfurt | Klagenfurt       | Wörthersee Stadion   | 32,000           |
| Austria Wien          | Bécs             | Generali Arena       | 17,500           |
| LASK Linz             | Linz             | Raiffeisen Aréna     | 6,009            |
| Rapid Wien            | Bécs             | Allianz Stadion      | 28,000           |
| Red Bull Salzburg     | Wals-Siezenheim  | Red Bull Arena       | 30,188           |
| Rheindorf Altach      | Altach           | Stadion Schnabelholz | 8,500            |
| Sturm Graz            | Graz             | Merkur-Arena         | 16,364           |
| SV Ried               | Ried im Innkreis | Keine Sorgen Arena   | 7,680            |
| TSV Hartberg          | Hartberg         | Stadion Hartberg     | 4,635            |
| Wolfsberger AC        | Wolfsberg        | Lavanttal-Arena      | 7,300            |
| WSG Tirol             | Innsbruck        | Tivoli Neu           | 16,008           |

### Vezetőedző-váltások
| Csapat                | Távozó edző                                         | Ok                                  | Dátum                | Érkező                                              | Forrás(ok)    |
| --------------------- | --------------------------------------------------- | ----------------------------------- | -------------------- | --------------------------------------------------- | ------------- |
| Wolfsberger AC        | Roman Staryl                                        | Lejárt a megbízatása                | Előszezon            | Robin Dutt                                          | [ 4 ]         |
| Austria Wien          | Peter Stöger                                        | Lejárt a szerződése                 | Előszezon            | Manfred Schmid                                      | [ 5 ] [ 6 ]   |
| Red Bull Salzburg     | Jesse Marsch                                        | Az RB Leipzig csapatához szerződött | Előszezon            | Matthias Jaissle                                    | [ 7 ]         |
| Admira Wacker Mödling | Klaus Schmidt                                       | Lejárt a szerződése                 | Előszezon            | Andreas Herzog                                      | [ 8 ] [ 9 ]   |
| TSV Hartberg          | Markus Schopp                                       | A Barnsley csapatához szerződött    | Előszezon            | Kurt Russ                                           | [ 10 ] [ 11 ] |
| LASK Linz             | Dominik Thalhammer                                  | Elküldték                           | 2021. szeptember 13. | Andreas Wieland                                     | [ 12 ]        |
| Ried                  | Andreas Heraf                                       | Elküldték                           | 2021. november 8.    | Christian Heinle (megbízott)                        | [ 13 ]        |
| Rapid Wien            | Dietmar Kühbauer                                    | Elküldték                           | 2021. november 10.   | Thomas Hickersberger és Steffen Hofmann (megbízott) | [ 14 ]        |
| Rapid Wien            | Thomas Hickersberger és Steffen Hofmann (megbízott) | Lejárt a megbízatásuk               | 2021. november 28.   | Ferdinand Feldhofer                                 | [ 15 ]        |
| SCR Altach            | Damir Canadi                                        | Elküldték                           | 2021. december 17.   | Ludovic Magnin                                      | [ 16 ] [ 17 ] |
| Ried                  | Christian Heinle (megbízott)                        | Lejárt a megbízatása                | 2022. január 1.      | Robert Ibertsberger                                 | [ 18 ]        |
| TSV Hartberg          | Kurt Russ                                           | Elküldték                           | 2022. március 7.     | Klaus Schmidt                                       | [ 19 ]        |
| Ried                  | Robert Ibertsberger                                 | Elküldték                           | 2022. április 19.    | Christian Heinle                                    | [ 20 ]        |
| LASK Linz             | Andreas Wieland                                     | Elküldték                           | 2022. május 3.       | Dietmar Kühbauer                                    | [ 21 ]        |

## Az alapszakasz eredménye
| Hely. | Csapat                | M  | Gy | D | V  | G+ | G– | Gk  | P  | Továbbjutás                 |
| ----- | --------------------- | -- | -- | - | -- | -- | -- | --- | -- | --------------------------- |
| 1.    | Red Bull Salzburg     | 22 | 17 | 4 | 1  | 50 | 13 | +37 | 55 | BL–Rájátszás (Felsőház)     |
| 2.    | Sturm Graz            | 22 | 10 | 7 | 5  | 46 | 32 | +14 | 37 | BL–Rájátszás (Felsőház)     |
| 3.    | Wolfsberger AC        | 22 | 11 | 4 | 7  | 34 | 32 | +2  | 37 | BL–Rájátszás (Felsőház)     |
| 4.    | Austria Wien          | 22 | 8  | 9 | 5  | 31 | 23 | +8  | 33 | BL–Rájátszás (Felsőház)     |
| 5.    | Rapid Wien            | 22 | 8  | 7 | 7  | 35 | 31 | +4  | 31 | BL–Rájátszás (Felsőház)     |
| 6.    | Austria Klagenfurt    | 22 | 7  | 9 | 6  | 31 | 33 | −2  | 30 | BL–Rájátszás (Felsőház)     |
| 7.    | Ried                  | 22 | 7  | 8 | 7  | 31 | 41 | −10 | 29 | Kiesési rájátszás (Alsóház) |
| 8.    | LASK                  | 22 | 6  | 7 | 9  | 28 | 29 | −1  | 25 | Kiesési rájátszás (Alsóház) |
| 9.    | WSG Tirol             | 22 | 5  | 8 | 9  | 30 | 42 | −12 | 23 | Kiesési rájátszás (Alsóház) |
| 10.   | Hartberg              | 22 | 5  | 7 | 10 | 29 | 35 | −6  | 22 | Kiesési rájátszás (Alsóház) |
| 11.   | Admira Wacker Mödling | 22 | 4  | 8 | 10 | 25 | 31 | −6  | 20 | Kiesési rájátszás (Alsóház) |
| 12.   | Rheindorf Altach      | 22 | 3  | 4 | 15 | 10 | 38 | −28 | 13 | Kiesési rájátszás (Alsóház) |

## Rájátszás Felsőház
Az alapszakaszban elért pontokat a rájátszás kezdete előtt megfelezték (és kerekítették). Ennek eredményeként a csapatok a rájátszást az alábbi pontokkal kezdték el: Red Bull Salzburg 27, Sturm Graz 18, Wolfsberger AC 18, Austria Wien 16, Rapid Wien 15 és Austria Klagenfurt 15. Az Austria Klagenfurt kivételével az összes csapat pontja lefelé kerekítve – ha a rájátszás végén pontokban egyenlőek lesznek, fél pontot adnak ezeknek a csapatoknak.
| Hely. | Csapat                | M  | Gy | D  | V  | G+ | G– | Gk  | P  | Továbbjutás                                             |  | RBS | STU | AWI | WOL | RWI | KLA |
| ----- | --------------------- | -- | -- | -- | -- | -- | -- | --- | -- | ------------------------------------------------------- |  | --- | --- | --- | --- | --- | --- |
| 1.    | Red Bull Salzburg (C) | 32 | 25 | 5  | 2  | 77 | 19 | +58 | 52 | UEFA-bajnokok ligája csoportkör                         |  | —   | 1–0 | 5–0 | 4–0 | 2–1 | 1–1 |
| 2.    | Sturm Graz            | 32 | 16 | 8  | 8  | 62 | 46 | +16 | 37 | UEFA-bajnokok ligája 3. selejtezőkör                    |  | 2–1 | —   | 1–0 | 1–4 | 2–1 | 3–1 |
| 3.    | Austria Wien          | 32 | 11 | 13 | 8  | 44 | 39 | +5  | 29 | Európa-liga Play-off                                    |  | 1–2 | 4–2 | —   | 2–1 | 1–1 | 1–1 |
| 4.    | Wolfsberger AC        | 32 | 14 | 5  | 13 | 48 | 53 | −5  | 28 | UEFA Európa Konferencia Liga 3. selejtezőkör            |  | 1–4 | 0–2 | 1–1 | —   | 2–1 | 1–2 |
| 5.    | Rapid Wien (O)        | 32 | 10 | 11 | 11 | 48 | 45 | +3  | 25 | Rájátszás az UEFA Európa Konferencia indulásért – döntő |  | 0–1 | 1–1 | 1–1 | 2–1 | —   | 2–2 |
| 6.    | Austria Klagenfurt    | 32 | 8  | 12 | 12 | 44 | 56 | −12 | 21 |                                                         |  | 0–6 | 1–2 | 1–2 | 2–3 | 1–3 | —   |

## Rájátszás Alsóház
Az alapszakaszban elért pontokat a rájátszás kezdete előtt megfelezték (és kerekítették).Ennek eredményeként a csapatok a rájátszást az alábbi  pontokkal kezdték: Ried 14, LASK 12, Tirol 11, Hartberg 11, Admira Wacker 10 és Rheindorf Altach 6. Ried, LASK, Tirol és az Rheindorf Altach pontjait lefelé kerekítették, abban az esetben, ha a rájátszás végén pontokban egyenlőek lesznek, fél pontot adnak ezeknek a csapatoknak.
| Hely. | Csapat                    | M  | Gy | D  | V  | G+ | G– | Gk  | P  | Továbbjutás                                                |     | WAT | LIN | HAR | RIE | ALT | ADM |
| ----- | ------------------------- | -- | -- | -- | -- | -- | -- | --- | -- | ---------------------------------------------------------- | --- | --- | --- | --- | --- | --- | --- |
| 1.    | WSG Tirol                 | 32 | 10 | 10 | 12 | 46 | 58 | −12 | 28 | Rájátszás az UEFA Európa Konferencia indulásért – elődöntő |     | —   | 4–0 | 4–2 | 2–0 | 0–3 | 0–0 |
| 2.    | LASK                      | 32 | 9  | 12 | 11 | 44 | 42 | +2  | 26 | Rájátszás az UEFA Európa Konferencia indulásért – elődöntő |     | 6–0 | —   | 3–3 | 0–2 | 2–1 | 3–1 |
| 3.    | Hartberg                  | 32 | 7  | 12 | 13 | 43 | 47 | −4  | 22 |                                                            |     | 0–1 | 0–0 | —   | 1–1 | 4–0 | 1–2 |
| 4.    | Ried                      | 32 | 8  | 13 | 11 | 40 | 54 | −14 | 22 |                                                            | 2–3 | 1–1 | 0–0 | —   | 1–2 | 1–1 |     |
| 5.    | Rheindorf Altach          | 32 | 7  | 8  | 17 | 24 | 49 | −25 | 22 |                                                            | 2–1 | 0–0 | 0–0 | 1–1 | —   | 2–2 |     |
| 6.    | Admira Wacker Mödling (R) | 32 | 6  | 13 | 13 | 36 | 46 | −10 | 21 | Kiesett a másodosztályba                                   |     | 1–1 | 1–1 | 1–3 | 2–0 | 0–3 | —   |

## UEFA Európa Konferencia Liga indulásért való rájátszás

### Elődöntő
| 2022. május 23. 18:00 |

| WSG Tirol                 | 2-1               | LASK                     |
| ------------------------- | ----------------- | ------------------------ |
| Vrioni 22' Sabitzer 45+1' | (2-0) Jegyzőkönyv | Goiginger 88' (11-esből) |

| Tivoli Stadion Tirol, Innsbruck Játékvezető: Rene Eisner |

### Döntő
| 2022. május 26. 17:00 |

| WSG Tirol  | 1-2               | Rapid Wien         |
| ---------- | ----------------- | ------------------ |
| Vrioni 22' | (1-2) Jegyzőkönyv | Grüll 10' Auer 13' |

| Tivoli Stadion Tirol, Innsbruck |

| 2022. május 19. 17:00 |

| Rapid Wien              | 2-0               | WSG Tirol |
| ----------------------- | ----------------- | --------- |
| Ljubičić 29' Binder 87' | (1-0) Jegyzőkönyv |           |

| Allianz Stadion, Bécs |

A végeredmény összesítésben 4–1 lett a Rapid Wien javára, így a bécsi klub indulhatott az UEFA Európa Konferencia Ligában.

## Statisztika

### Góllövőlista
Utoljára frissítve: 2022. május 30.
| # | Játékos          | Klub                     | Gólok száma |
| - | ---------------- | ------------------------ | ----------- |
| 1 | Karim Adeyemi    | Red Bull Salzburg        | 19          |
| 2 | Giacomo Vrioni   | Swarovski Tirol          | 15          |
| 3 | Jakob Jantscher  | Sturm Graz               | 14          |
| 4 | Manprit Sarkaria | Sturm Graz               | 13          |
| 5 | Markus Pink      | Austria Klagenfurt       | 12          |
| 6 | Kelvin Yeboah    | Sturm Graz               | 11          |
| 6 | Tai Baribo       | Wolfsberger              | 11          |
| 8 | Dario Tadić      | TSV Hartberg             | 10          |
| 8 | Sascha Horvath   | TSV Hartberg / LASK Linz | 10          |

### Gólpasszok
Utoljára frissítve: 2022. május 30.
| # | Játékos            | Klub              | Gólp. |
| - | ------------------ | ----------------- | ----- |
| 1 | Jakob Jantscher    | SK Sturm Graz     | 15    |
| 2 | Stefan Nutz        | SV Ried           | 12    |
| 3 | Noah Okafor        | Red Bull Salzburg | 8     |
| 3 | Nicolas Seiwald    | Red Bull Salzburg | 8     |
| 5 | Marco Grüll        | SK Rapid Wien     | 7     |
| 6 | Michael Liendl     | Wolfsberger AC    | 6     |
| 6 | Eliel Peretz       | Wolfsberger AC    | 6     |
| 6 | Markus Suttner     | FK Austria Wien   | 6     |
| 9 | Karim Adeyemi      | Red Bull Salzburg | 5     |
| 9 | Jürgen Heil        | TSV Hartberg      | 5     |
| 9 | Matthias Braunöder | FK Austria Wien   | 5     |

### Mesterhármasok
| Játékos            | Csapat            | Ellenfél        | Végeredmény | Dátum                |
| ------------------ | ----------------- | --------------- | ----------- | -------------------- |
| Taxiárhisz Fúndasz | Rapid Wien        | Wolfsberger     | 3–0 (H)     | 2021. augusztus 8.   |
| Thomas Sabitzer    | Swarovski Tirol   | Ried            | 4–2 (H)     | 2021. szeptember 25. |
| Ercan Kara         | Rapid Wien        | Swarovski Tirol | 5–2 (H)     | 2021. október 3.     |
| Karim Adeyemi      | Red Bull Salzburg | Swarovski Tirol | 5–0 (H)     | 2021. december 11.   |
| Giacomo Vrioni     | Swarovski Tirol   | LASK Linz       | 4–0 (H)     | 2022. április 26.    |

### Kapott gól nélkül lehozott mérkőzések
Utoljára frissítve: 2022. május 30.
| #  | Játékos                | Klub                  | Mérkőzések |
| -- | ---------------------- | --------------------- | ---------- |
| 1  | Philipp Köhn           | Red Bull Salzburg     | 14         |
| 2  | Alexander Schlager     | LASK Linz             | 8          |
| 2  | Jörg Siebenhandl       | SK Sturm Graz         | 8          |
| 4  | Ferdinand Oswald       | WSG Tirol             | 7          |
| 4  | René Swete             | TSV Hartberg          | 7          |
| 4  | Alexander Kofler       | Wolfsberger AC        | 7          |
| 7  | Tino Casali            | SCR Altach            | 6          |
| 7  | Patrick Pentz          | FK Austria Wien       | 6          |
| 7  | Andreas Leitner        | Admira Wacker Mödling | 6          |
| 10 | Phillip Menzel         | Austria Klagenfurt    | 4          |
| 10 | Samuel Şahin-Radlinger | SV Ried               | 4          |
| 12 | Benjamin Ožegović      | WSG Tirol             | 3          |
| 12 | Paul Gartler           | SK Rapid Wien         | 3          |
| 14 | Martin Kobras          | SCR Altach            | 2          |
| 14 | Lennart Moser          | Austria Klagenfurt    | 2          |
| 14 | Richard Strebinger     | SK Rapid Wien         | 2          |
| 14 | Niklas Hedl            | SK Rapid Wien         | 2          |
| 18 | Alexander Walke        | Red Bull Salzburg     | 1          |
| 18 | Nico Mantl             | Red Bull Salzburg     | 1          |

### Egyéni díjazottak
| Díj                 | Győztes          | Klub              | Forrás |
| ------------------- | ---------------- | ----------------- | ------ |
| A szezon játékosa   | Jakob Jantscher  | Sturm Graz        | [ 27 ] |
| A szezon kapusa     | Patrick Pentz    | Austria Wien      | [ 27 ] |
| A szezon menedzsere | Matthias Jaissle | Red Bull Salzburg | [ 27 ] |
| A szezon újonca     | Nicolas Seiwald  | Red Bull Salzburg | [ 27 ] |

### A szezon csapata
| Poz. | Játékos/Klub                          | Forr.  |
| ---- | ------------------------------------- | ------ |
| K    | Patrick Pentz (Austria Wien)          | [ 28 ] |
| V    | Rasmus Kristensen (Red Bull Salzburg) | [ 28 ] |
| V    | Maximilian Wöber (Red Bull Salzburg)  | [ 28 ] |
| V    | Gregory Wüthrich (Sturm Graz)         | [ 28 ] |
| V    | Andreas Ulmer (Red Bull Salzburg)     | [ 28 ] |
| KP   | Manprit Sarkaria (Sturm Graz)         | [ 28 ] |
| KP   | Mohamed Camara (Red Bull Salzburg)    | [ 28 ] |
| KP   | Nicolas Seiwald (Red Bull Salzburg)   | [ 28 ] |
| KP   | Marco Grüll (Rapid Wien)              | [ 28 ] |
| CS   | Karim Adeyemi (Red Bull Salzburg)     | [ 28 ] |
| CS   | Jakob Jantscher (Sturm Graz)          | [ 28 ] |